# のっぺい汁
のっぺい汁（のっぺいじる）は、日本全国に分布する郷土料理の一つ。根菜類を中心とする小煮物類である。地方によりのっぺい、のっぺり、おのっぺ汁、ぬっぺ、ぬっぺい、ぬっぺい汁などの名称がある。漢字で書くと「濃平」あるいは「餅平」などと当てる。

## 特徴
本間伸夫・立山千草「全国“のっぺ”考」（新潟県生活文化研究会誌）によると基本的には以下のような特徴がある。
1. サトイモやニンジンなどの根菜類を主材料とする[1]。
2. 主材料を小さく切って調理する[1]。
3. 小さく切った材料をまとめて水煮にした後で味付けを行う[1]。
4. 下調理として油炒めはしない[1]。
一般的に油炒めを行うけんちん汁との違いとされる[1]。ただし「けんちん汁」と称する汁物でも油炒めをしない地域もあり実体的に類似性がある場合もある[1]。
5. とろみやぬめりを有する[1]。
6. 各種の行事や日常に供される重要な位置づけの料理である一方、経済的かつ庶民的、個性的な料理である[1]。

地域性が強く、新潟県の「のっぺ」は全国各地にみられる「のっぺい汁」に比べ汁物というより煮物に近いといわれている。

## 名称
地方によりいくつかの呼び方がある（例：のっぺ、のっぺい、のっぺり、おのっぺ汁、ぬっぺ、ぬっぺい、ぬっぺい汁など微妙に異なる）。
- ぬっぺり - 長崎県壱岐地方[1]
- おのっぺ汁 - 長野県諏訪地方[1]